# BVA Cup 2020 (maschile)
La BVA Cup 2020 si è svolta dal 12 al 13 settembre 2020: al torneo hanno partecipato due squadre di club appartenenti a federazioni afferenti alla BVA e la vittoria finale è andata per la prima volta all'Halkbank.

## Regolamento
La formula del torneo ha previsto una finale, giocata con gare di andata e ritorno (in caso di parità di vittorie è stato disputato un golden set).

## Squadre partecipanti
- Luboteni
- Halkbank

## Torneo

### Finale

#### Andata
| 12 settembre 2020 Başkent Voleybol Salonu, Ankara Durata: ? - Spettatori: ? | Halkbank | 3 - 0 | Luboteni | 25-10, 25-18, 25-12 |

#### Ritorno
| 13 settembre 2020 Başkent Voleybol Salonu, Ankara Durata: ? - Spettatori: ? | Halkbank | 3 - 0 | Luboteni | 25-10, 25-10, 25-10 |

## Verdetti
| Squadra  | Qualificazione        |
| -------- | --------------------- |
| Halkbank | Challenge Cup 2020-21 |